# Huaqing Shan
Huaqing Shan (chinesisch 劃清山 ‚Klares Gebirge‘) ist eine Gebirgsgruppe auf Fisher Island vor der Ingrid-Christensen-Küste des ostantarktischen Prinzessin-Elisabeth-Lands. Sie ragt am südlichen Ausläufer der Insel auf und grenzt unmittelbar an den Clemence-Fjord.
Chinesische Wissenschaftler benannten die Gruppe bei Vermessungen und Kartierungen im Jahr 1993.